# 北斯塔鎮區 (北達科他州伯克縣)
巴特爾維尤鎮區（英語：Battleview Township）是位於美國北達科他州伯克縣的一個鎮區。

## 地方資料
巴特爾維尤鎮區的面積為104.81平方千米，當中陸地面積為103.40平方千米，而水域面積為1.41平方千米。根據2010年美國人口普查的數據，當地共有人口35人，而人口密度為每平方千米0.33人。